# Не дирај у срећу
Не дирај у срећу је југословенски филм из 1961. године. Режирао га је Мило Ђукановић који је написао и сценарио.

## Радња
Радња се одиграва у једном стану који је присиљено делити неколико породица а што изазива фарсичне неспоразуме.

## Улоге
| Глумац           | Улога                        |
| ---------------- | ---------------------------- |
| Мира Динуловић   | Железничарева супруга        |
| Љубиша Јовановић | Директор стамбеног одсека    |
| Душанка Калањ    | девојка у парку              |
| Ирена Колесар    | Славка                       |
| Павле Минчић     | службеник у стамбеном одсеку |
| Слободан Перовић | Миленко Миленковић           |
| Виктор Старчић   | Професор                     |
| Павле Вуисић     | инструктор Марић             |
| Дара Чаленић     | Зорка Јовановић              |
| Бранко Татић     | Чика Марко                   |
| Ева Рас          | Чика Маркова ћерка           |

Комплетна филмска екипа  ▼
| Редитељ              | Мило Ђукановић       |
| Сценариста           | Мило Ђукановић       |
| Сценариста           | Борислав Пекић       |
| Композитор           | Душан Радић          |
| Директор фотографије | Александар Секуловић |
| Монтажер             | Олга Скригин         |
| Сценограф            | Властимир Гаврик     |
| Уметнички директор   | Слободан Мијачевић   |